# 思茅锥
思茅锥（学名：Castanopsis ferox）为壳斗科锥属下的一个种。